# Adrien Joseph Pottier
Adrien Joseph Pottier (* vor 1742; † nach 1767) war ein Orgelbauer. Er war in Südwestdeutschland und in der Schweiz tätig.

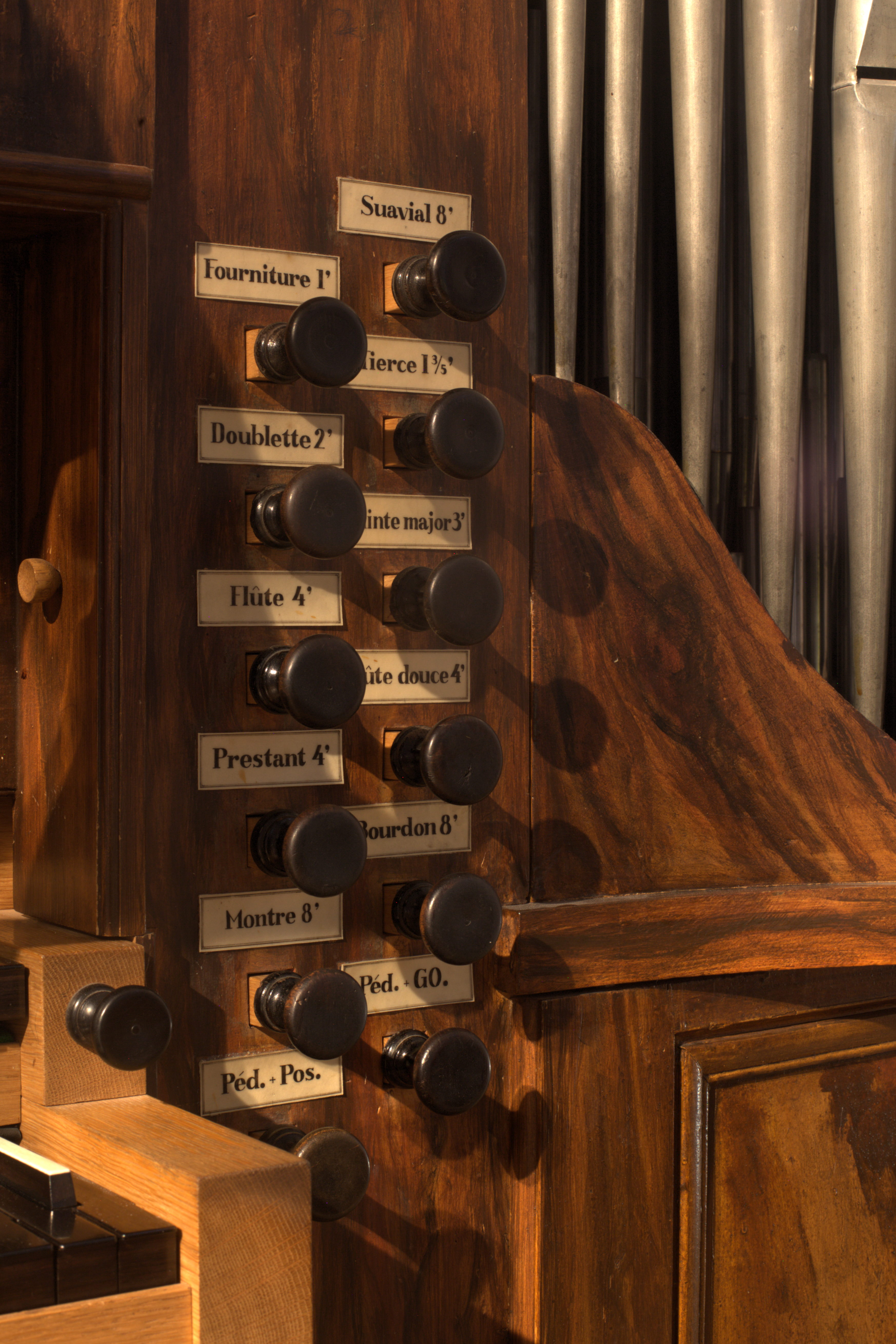
Registerknöpfe der Orgel von Moudon

## Leben
Adrien Joseph Pottier stammte aus Lille. 1742–1763 lebte er in Burkheim am Kaiserstuhl. Bis 1750 waren in Südbaden praktisch nur zugewanderte Orgelbauer tätig. Pottier wird auch als Potier, Potié und Bodié erwähnt. Ein Schüler von ihm war Blasius Bernauer aus Staufen im Breisgau, der neben Johann Baptist Hug zum ersten einheimischen Meister am Oberrhein wurde. 1763, während eines begonnenen Umbauprojekts in St. Peter, wanderte Pottier in die französische Schweiz ab, wo Werke von ihm bis 1767 nachweisbar sind.

## Werke
Von den nachgewiesenen Arbeiten sind noch folgende Reste bekannt, wobei die heutigen Standorte angegeben sind:

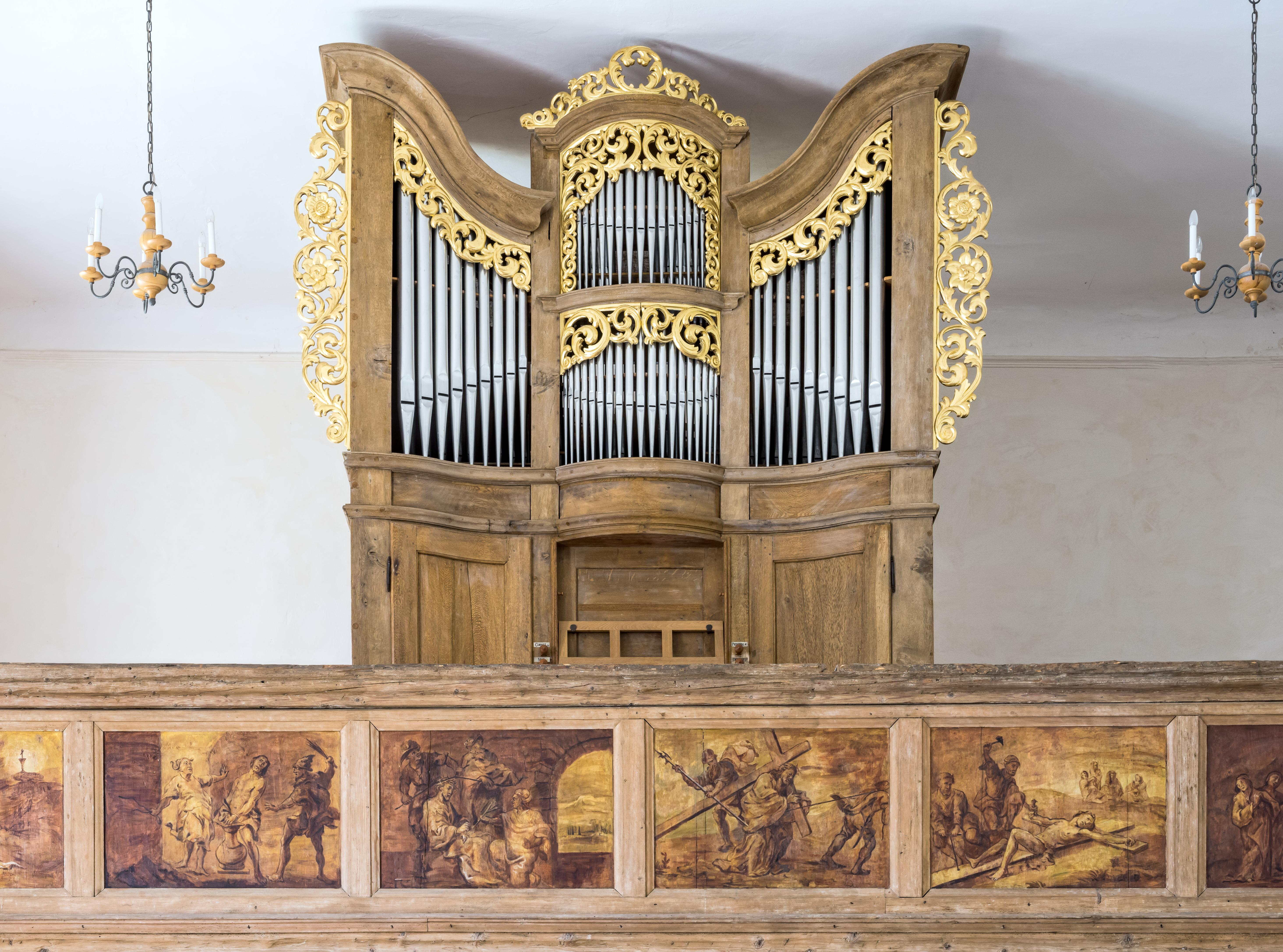
Die Pottier-Orgel in Niederrotweil

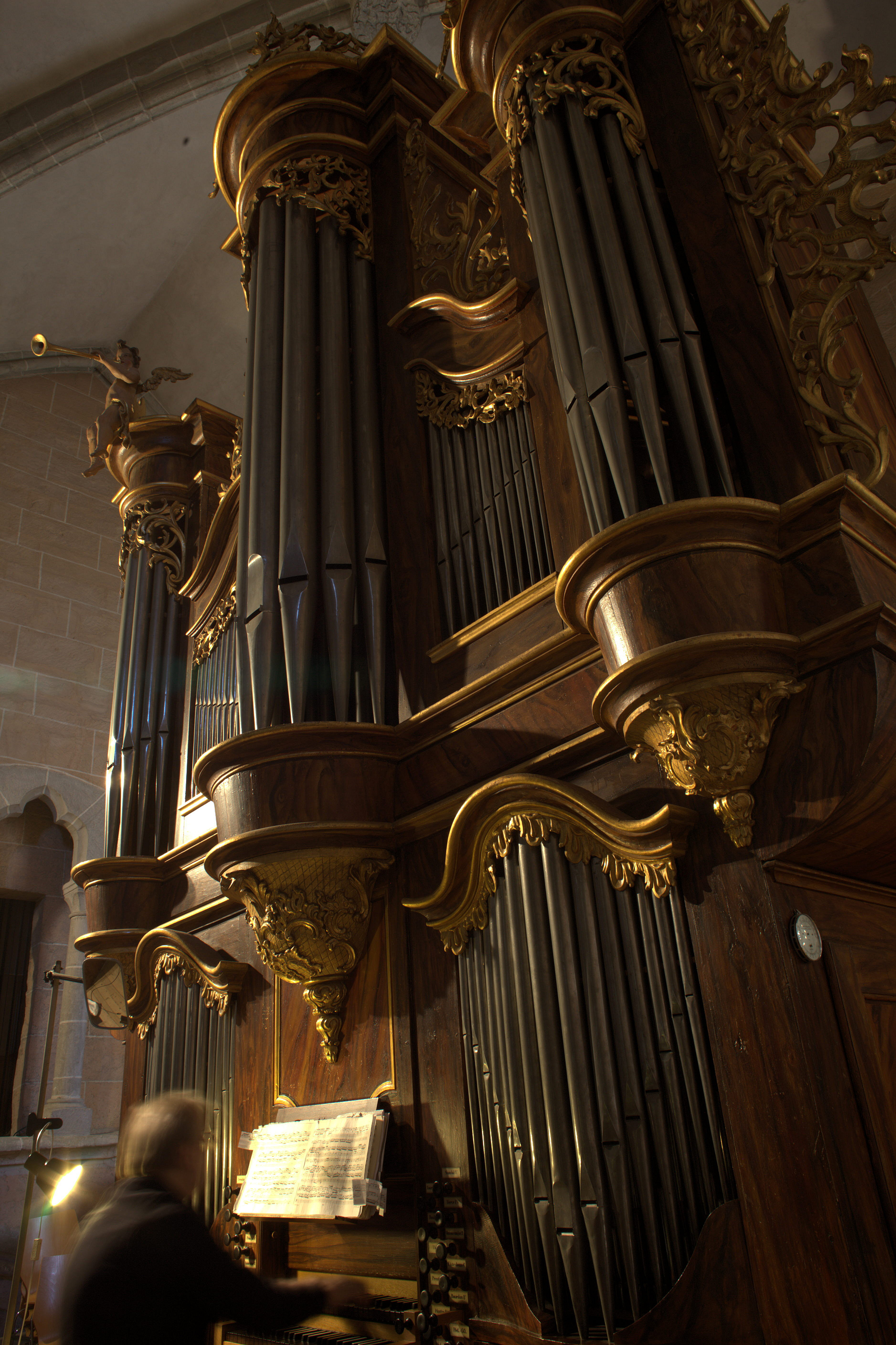
Die Orgel von Moudon

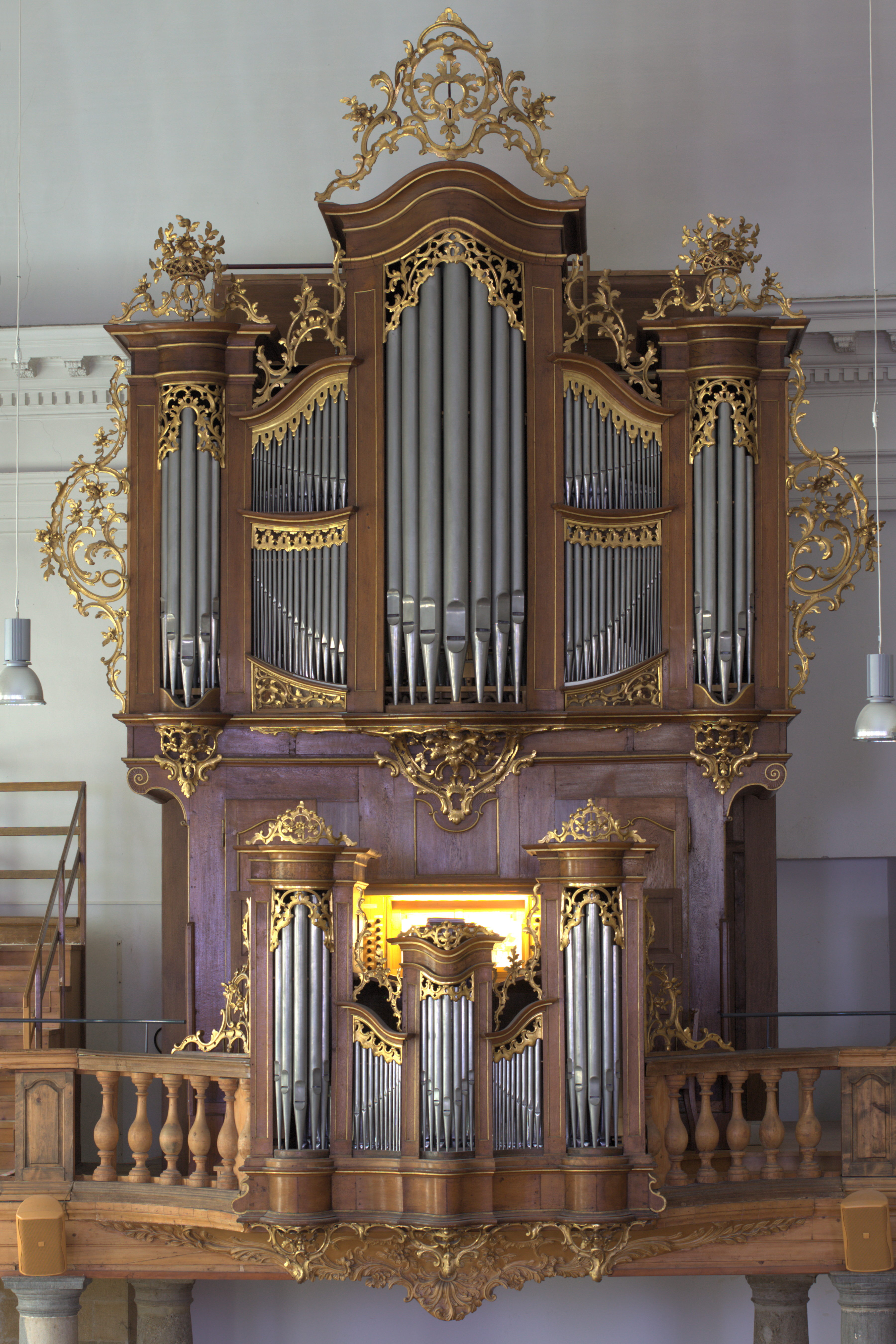
Die Orgel von Yverdon

### Niederrotweil
Die Geschichte der Orgel von Pottier in der St. Michael in Niederrotweil im Kaiserstuhl ist verworren. 1758 hatte er sie für 250 Gulden für die Kirche St. Nikolaus in Oberrotweil neu gebaut. In der Folge mussten verschiedene Reparaturen daran ausgeführt werden; unter anderem arbeitete 1814 Nikolaus Schuble 27 Tage lang an dem Instrument. Die Kirche St. Nikolaus musste dann 1833 wegen Einsturzgefahr abgebrochen werden. Die Orgel wurde deshalb zunächst eingemottet. Die Kirche St. Michael in Niederrotweil war eigentlich auch schon aufgegeben; ihr Chordach war bereits eingestürzt. Nun musste sie wieder zur Pfarrkirche werden, um überhaupt noch ein Gotteshaus im Ort zu haben. Nach ihrer Instandsetzung wurde die Orgel dort neu aufgebaut. 1835–1838 wurde eine neue Kirche St. Johannes in Oberrotweil mit einer neuen Orgel errichtet; 1844 zog auch das Pfarramt dorthin um. St. Michael und mit ihr die Orgel gerieten wieder in Vernachlässigung. Ein beabsichtigter Verkauf der Orgel scheiterte an fehlenden Interessenten. 1917 fielen die Prospektpfeifen (25,2 kg Orgelmetall) der Metallsammlung für den Ersten Weltkrieg zum Opfer, 1923 verkaufte die Pfarrei weitere Register aus Zinn als Altmaterial. Im Zweiten Weltkrieg wurden Soldaten in der Kirche einquartiert. Schließlich war die Orgel endgültig ruinös. 1944 erkannte aber der Pfarrverweser Wilhelm Burth den Wert des unspielbar gewordenen Torsos und ließ das Instrument in Eigenregie abbauen und auf dem Kirchenspeicher einlagern. Hermann Brommer entdeckte sie dort 1969 zufällig und bewirkte, dass die Orgel mit Zuschüssen von zahlreichen Seiten schließlich 1983/84 von Orgelbau Johannes Klais aus Bonn restauriert werden konnte. Bernd Sulzmann hatte sie zunächst für ein Werk von Johann Georg Fischer gehalten. Erst im Zuge der Restaurierungsarbeiten konnte Hans Musch eine Verbindung zwischen dem Instrument und dem erhaltenen Vertrag mit Pottier herstellen. Die Orgel ist die älteste des Breisgaus und zählt zu den ältesten Instrumenten dieser Art in Baden zählt. Sie hat ein Manual (10 Register) und ein Pedal (3 Register). Bis auf das Cornet im Manual und die Trompete sind die Register überwiegend original, wie auch die gesamte Mechanik des Instruments, soweit möglich, den Originalbestand darstellt. Neben dem elektrischen Antrieb lässt sich die Windanlage mit drei Blasebälgen auch per Hand bedienen.

### Münstertal
In der Pfarrkirche St. Trudpert in Münstertal im Schwarzwald hatte der Orgelmacher Joseph Schütt (Joseph Schiedt) aus Laufenburg 1722 eine neue Orgel mit 22 Registern vollendet. 1760 nahm Pottier einen Umbau vor und erstellte ein neues Gehäuse, das erhalten ist. Darin befindet sich heute ein Werk von Orgelbau Klais aus Bonn mit 38 Registern.

### Moudon
Pottiers Orgel in der Kirche Saint-Etienne in Moudon im Kanton Waadt in der Schweiz war ursprünglich einmanualig und besaß 14 Register. Das Instrument wurde mehrfach umgebaut und erweitert. 1974 wurde es von Orgelbau Kuhn restauriert, wobei der Ursprungszustand im alten Gehäuse wiederhergestellt wurde. Das aus späterer Zeit stammende Rückpositiv wurde beibehalten. Diese älteste noch spielbare Orgel im Kanton Waadt verfügt daher heute über ein Pedal und zwei Manuale mit 21 Registern, von denen die 14 in der Hauptorgel einen historischen Bestand haben. – sie ist damit neben der in Niederrotweil die am vollständigsten erhaltene Orgel Pottiers.

### Yverdon
Die Orgel in der Reformierten Kirche von Yverdon-les-Bains, ebenfalls im Kanton Waadt in der Schweiz, war von den uns bekannten Instrumenten das größte, die Pottier gebaut hat. Sie verfügte nach ihrer Fertigstellung bei zwei Manualen und einem Pedal über 19 Register. 1925/26 wurde sie umgebaut und weist heute 46 Register und drei Manuale auf. Ursprünglich sind noch das Gehäuse, zwei Register und einige Fragmente. „Das feingliedrige Zierwerk, die geschwungenen Gesimselinien, die Bewegung der Pfeifenlabien, das Gegenspiel zwischen Hauptwerk und Rückpositiv in der Anordnung der Türme, dies alles sieht aus wie in Architektur gefasste Musik.“
Neuerdings ist die Hypothese aufgestellt worden, auch eine Orgel in Pinerolo könne von Pottier stammen (1771–1773?).

## Werkliste
Pottiers Werk hat der Orgelsachverständige Bernd Sulzmann (1940–1999) erforscht und in einem Aufsatz aufgeführt. Neben Reparaturarbeiten listet Bernd Sulzmann folgende Neubauten auf:
| Jahr      | Ort                      | Kirche                     | Bild | Manuale | Register | Bemerkungen |
| --------- | ------------------------ | -------------------------- | ---- | ------- | -------- | --- |
| 1742      | Rötteln                  | Röttler Kirche             |      | I/P     | 8        | nicht erhalten |
| vor 1755  | Tegernau                 | Evangelische Kirche        |      |         |          | 1757 in die Evangelische Kirche Riedlingen transferiert, nicht erhalten                                                                                 |
| vor 1755  | Lörrach                  |                            |      |         |          | nicht erhalten |
| vor 1755  | Bahlingen am Kaiserstuhl | Bergkirche                 |      |         |          | nicht erhalten |
| vor 1755  | Basel                    |                            |      |         |          | nicht erhalten |
| 1755      | Weisweil                 | Ev. Kirche                 |      |         | 9        | nicht erhalten |
| 1755      | Rust                     |                            |      |         |          | Erweiterung |
| 1757      | Oberschopfheim           | St. Leodegar               |      |         |          | nicht erhalten |
| 1758/1759 | Oberrotweil              | St. Nikolaus               |      | I/P     | 13       | transferiert nach Niederrotweil, St. Michael → Orgel |
| 1760      | Münstertal               | Klosterkirche St. Trudpert |      | II/P    | 23       | Umbau und neues Gehäuse, das erhalten ist → Orgel |
| 1761      | Kirchhofen               | St. Mariä Himmelfahrt      |      |         | 10       | Die heutige Orgel befindet sich in einem Gehäuse von Nikolaus Schuble, dessen Rückpositiv möglicherweise das Obergehäuse der Pottier-Orgel ist. → Orgel |
| 1761      | Bad Krozingen            | St. Alban                  |      |         |          | nicht erhalten |
| 1761      | Freiburg im Breisgau     | St. Martin                 |      |         |          | Rückpositiv; nicht erhalten |
| 1762      | Schliengen               | St. Leodegar               |      |         |          | nicht erhalten |
| 1762      | St. Ulrich               | Pfarrkirche St. Ulrich     |      |         |          | nicht erhalten |
| 1764      | Moudon                   | Église de Saint-Etienne    |      | I/P     | 14       | |
| 1765      | Thun                     | Stadtkirche Thun           |      | I/P     | 12       | nicht erhalten |
| 1766      | Hilterfingen             | Ref. Kirche                |      |         |          | nicht erhalten |
| 1766      | Yverdon                  | Reformierte Kirche         |      | II/P    | 19       | |
| 1767      | Aarberg                  | Ref. Kirche                |      | I/P     | 10       | nicht erhalten |